# Artlish Caves Park
Artlish Caves Park är en park i Kanada.   Den ligger i provinsen British Columbia, i den sydvästra delen av landet, 3 800 km väster om huvudstaden Ottawa. Artlish Caves Park ligger 660 meter över havet.
Terrängen runt Artlish Caves Park är kuperad åt nordost, men åt sydväst är den bergig. Terrängen runt Artlish Caves Park sluttar västerut. Trakten runt Artlish Caves Park är nära nog obefolkad, med mindre än två invånare per kvadratkilometer..
I omgivningarna runt Artlish Caves Park växer i huvudsak barrskog.